# Ze słońcem na twarzy
Ze słońcem na twarzy – debiutancki album zespołu Skangur, wydany w 2003 roku.

## Lista utworów
1. Płatki
2. Superstar
3. Modlitwa to ja
4. Move me 1000x
5. Miss you
6. Weekend
7. Ze słońcem na twarzy
8. Dolores
9. Ty i ja
10. Bonanza
11. Zwykły dzień
12. Życie gangstera
13. Zapach twojej skóry
14. Niepewność
15. Powód by żyć
16. Kiedy miasto śpi

## Twórcy
- Tomasz Jasiński - wokal
- Adam Kozłowski - gitara
- Michał Girguś - gitara
- Adrian Fras - gitara basowa
- Piotr Chłopek - puzon
- Sebastian Steć - saksofon
- Piotr Łuczyński - trąbka
- Maciej Pichliński - perkusja